# Marc Thiercelin
Pour les articles homonymes, voir Thiercelin.
Marc Thiercelin, dit « Captain Marck », est un navigateur et un skipper professionnel français, né le 29 octobre 1960 à Saâcy-sur-Marne (Seine-et-Marne). Il totalise cinq tours du monde en solitaire (quatre Vendée Globe, dont trois terminés et un Around Alone) : deuxième du Vendée Globe 1996-1997, deuxième de Around Alone 1998-1999, quatrième du Vendée Globe 2000-2001, non classé sur le Vendée Globe 2004-2005 et abandon sur le Vendée Globe 2008. Il participe à 22 transatlantiques, sept éditions de la Solitaire du Figaro et cinq Tour de France à la voile.

## Biographie

### Les débuts
Il entre à l’École Boulle de 1974 à 1977, il se formera en ébénisterie, dessin et marqueterie.
Depuis 2022, il est en couple avec la journaliste Estelle Denis.

### Coureur au large

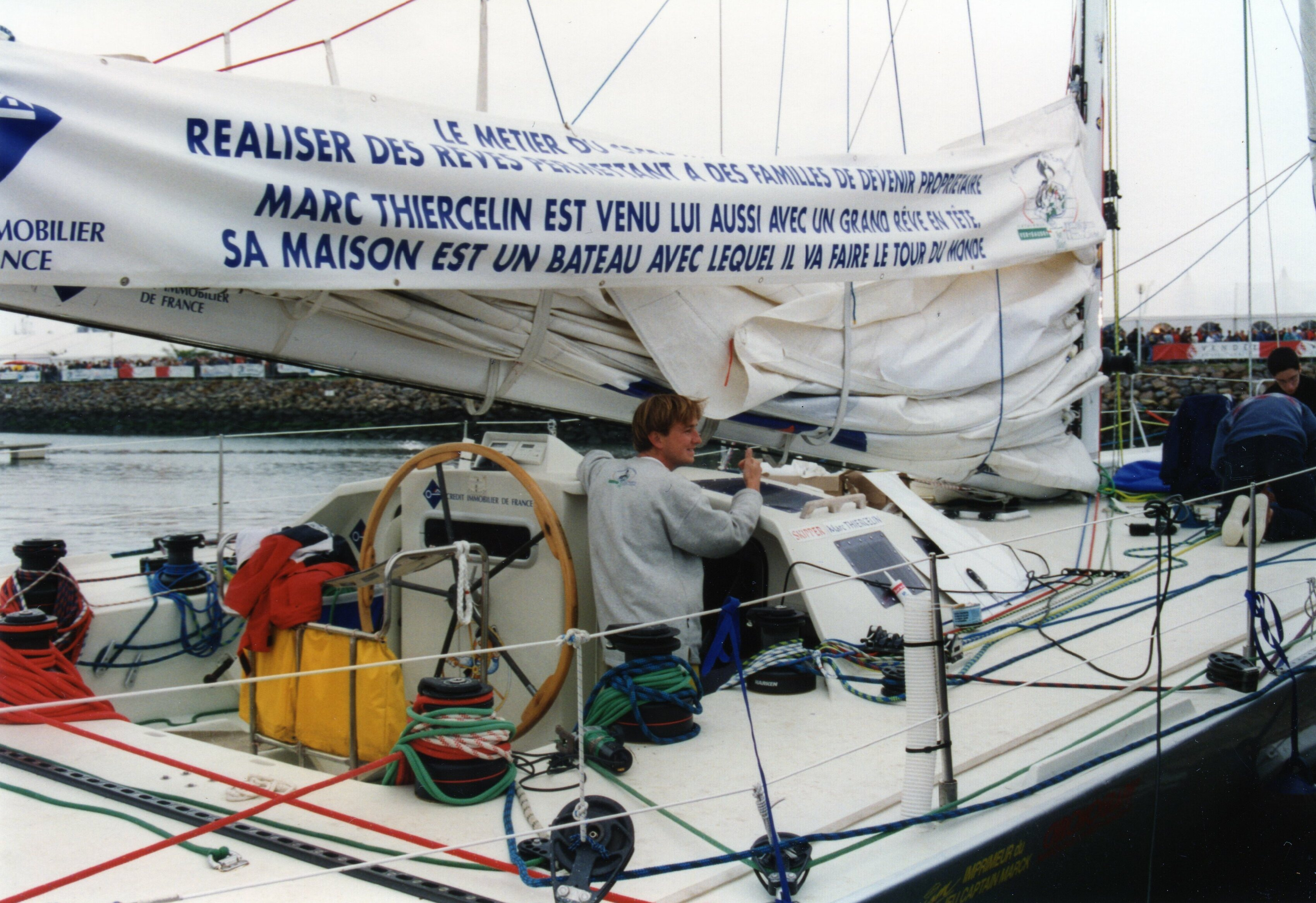
Crédit Immobilier de France, le bateau de Marc Thiercelin sur le Vendée Globe 1996-1997.

Il remporte la deuxième place du Vendée Globe 1996-1997, derrière Christophe Auguin.
En 1999, il termine  deuxième d'un grand tour du monde en solitaire.
En 2001, il participe à son deuxième Vendée Globe, course remportée par Michel Desjoyeaux et dont il termine à la quatrième place après avoir été troisième.
Lors de son troisième Vendée Globe, en 2004-2005, il doit s'arrêter en Nouvelle-Zélande pour éviter un démâtage mais repart ensuite et termine son Vendée Globe aux Sables d'Olonne et termine Non Classé.
Lors du  Vendée Globe 2008, il démâte dans les premiers jours de la course et doit abandonner.

### Fondateur de l'Or Bleu
Marc Thiercelin crée une fondation autour de l'économie maritime et des métiers de la mer : la Fondation de l'Or Bleu : « . L'objet, faire connaître à tous les publics l'économie maritime et les métiers de la mer existants et futurs. D'aller à la rencontre des jeunes, des chercheurs d'emploi, de faire naître des vocations. Les filières d'avenir étant : les biotechnologies bleues, les énergies marines renouvelables, le démantèlement de navires, les ports à sec, les autoroutes de la mer (...) L'économie maritime en France  représente 500 000 emplois directs et, la France possède la 2e surface maritime immergée (ZEE) au monde. L'ambition de l'Or Bleu est que l'emploi dans l'économie maritime soit porté à la connaissance du grand public et ne reste pas une affaire seulement de spécialistes, mais aussi de renouer avec un état « stratège » en la matière ».

### Marin incarné et reporter pour Arte
Cette série À la rencontre des Peuples des Mers par Marc Thiercelin, se déroule dans vingt pays et avec vingt peuples des mers différents sur toute la planète. Elle a été diffusée sur Arte du 1er au 26 octobre 2018.

## Engagement politique et artistique
Marc Thiercelin est membre fondateur du mouvement politique Nous Citoyens.